# Helmiques
Helmiques foi um nobre longobardo que viveu no século VI. Amante da rainha Rosamunda, Helmiques assassinou o seu rei, Alboíno, em 572 na tentativa mal sucedida de ocupar o trono. A rainha apoiou, ou pelo menos não se contrapôs ao plano de Helmiques para matar o rei e após o assassinato, Helmiques casa com ela. O homicídio foi assistido por Peredeu, que segundo algumas fontes, foi quem executou Alboíno. Helmiques é mencionado pela primeira vez pelo cronista contemporâneo Mário de Avenches, contudo o relato mais detalhado sobre a execução do rei foi desenvolvido por Paulo, o Diácono naquela que é considerada a principal obra historiográfica do povo lombardo, Historia gentis Langobardorum do século VIII.
A história do assassinato começou quando Alboíno matou o rei dos Gépidas em 567 conquistando a filha do rei, Rosamunda. Posteriormente, Alboíno leva o seu povo para Itália e em 572 estabelece-se em Verona tornando-se vulnerável às evidentes ambições de outros proeminentes lombardos, como Helmiques que era irmão adoptivo de Alboíno. Após a morte de Alboíno, Helmiques tenta alcançar o trono. Apesar de se casar com Rosamunda para legitimar a sua posição enquanto novo rei, os seguidores lombardos opuseram-se por suspeitarem da convivência de Helmiques com os bizantinos. Ao invés de encararem uma guerra, Helmiques, Rosamunda e os seus seguidores fugiram para Ravena, capital da Itália bizantina, onde foram recebidos honrosamente por parte das autoridades. Uma vez em Ravena, Rosamunda foi persuadida pelo bizantino e prefeito pretoriano Longino para matar Helmiques, com o propósito de se tornar livre e casar-se com ele. Rosamunda preparou um cálice envenenado para Helmiques, contudo, apercebendo-se do feito da sua esposa, Helmiques obrigou-a a beber também o cálice e então ambos morreram. Depois das suas mortes, Longino enviou Albsuinda e o tesouro de Alboíno para Constantinopla, enquanto que os restantes lombardos tinham já encontrado um novo rei em Clefo.